# Château de Saudreville
Le château de Saudreville, est un château français situé dans la commune de Villeconin, dans  l'ancien pays de Hurepoix, dans le département de l'Essonne et la région Île-de-France.

## Histoire
Il a été édifié à la demande de Pierre de Rotrou.
Madeleine Carroll, une actrice britannique (1906-1987),avait racheté le château de Saudreville en 1938.
Walt Disney y venait lui rendre visite.

## Pour approfondir

## Sources
1. ↑  Notice no PA00088035, sur la plateforme ouverte du patrimoine, base Mérimée, ministère français de la Culture